# IBM 시스템/360
| IBM 메인프레임의 역사 (1952년~현재) | IBM 메인프레임의 역사 (1952년~현재) |
| 출시 제품                           | 구조                                |
| ----------------------------------- | ----------------------------------- |
| 700/7000 시리즈                     | 다양함                              |
| 시스템/360                          | 시스템/360                          |
| 시스템/370                          | 시스템/370                          |
| 시스템/370                          | S/370-XA                            |
| 시스템/370                          | ESA/370                             |
| 시스템/390                          | ESA/390 (ARCHLVL 1)                 |
| z시리즈 900, 800, 990, 890          | z/아키텍처 (ARCHLVL 2)              |
| 시스템 z9                           | z/아키텍처 (ARCHLVL 2)              |
| 시스템 z10                          | z/아키텍처 ARCHLVL 3                |
| z엔터프라이즈 시스템                | z/아키텍처 ARCHLVL 3                |
| v • d • e • h                       |                                     |

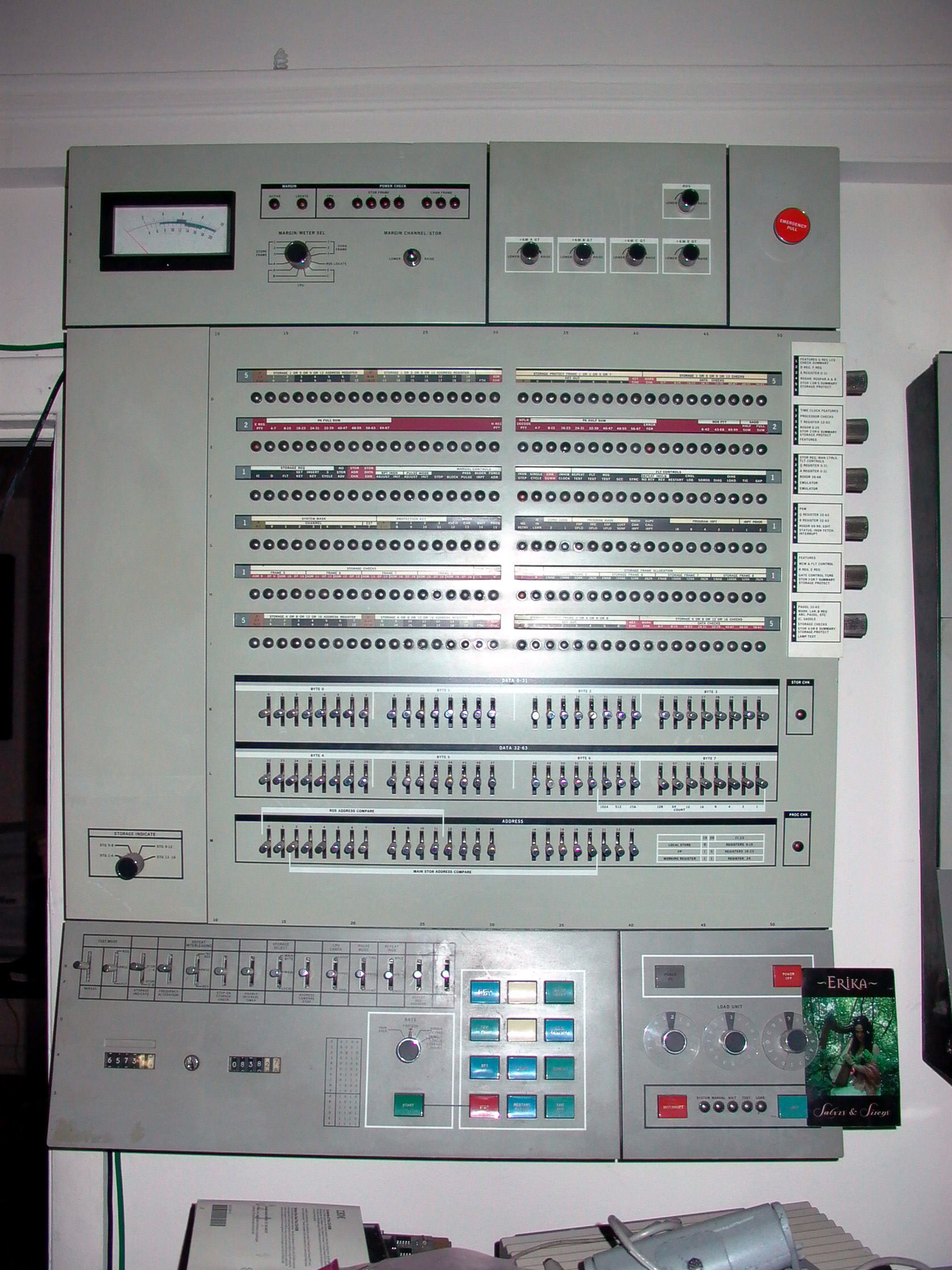
시스템/360 모델 65 시스템 콘솔.

IBM 시스템/360(IBM System/360, S/360)은 IBM이 1964년 4월 7일에 발표하고 1965년부터 1978년까지 출하한 메인프레임 컴퓨터 시스템 계열이다. 상업용, 과학용 목적을 포함한 완전한 범위의 초기 다목적 컴퓨터이다.
1964년에 발표된 가장 느린 시스템/360 모델인 모델 30은 초당 최대 34,500개의 명령을 수행할 수 있었으며, 메모리는 8~64 KB에 달했다. 고성능 모델은 나중에 나왔다. 1967 시스템 360 모델 91은 최대 16.6 MIPS의 일을 할 수 있었다. 더 크기가 큰 360 모델들은 최대 8 MB의 내부 메인 메모리를 장착할 수 있었으나, 그렇게 큰 메인 메모리가 흔치 않았는데 일반적으로 대형 설치 환경에서 주 기억장치의 용량이 256 KB 정도에 불과했고 512 KB, 768 KB, 1024 KB가 더 일반적이었다. 최대 8 메가바이트의 더 느린 (8 마이크로초) IBM 2361 LCS(Large Capacity Storage) 또한 판매되었다.
시스템/360의 최고 설계책임자는 진 암달이며, 프로젝트는 프레드 브룩스가 맡았고, 당시 의장은 토머스 왓슨 주니어였다.

## 기능
- 8비트 바이트
- 바이트 메모리 주소
- 32비트 워드
- FIPS-60에 표준화된 버스 및 태그 입출력 채널[5]
- 마이크로코드화된 CPU의 상업적 이용
- IBM 부동소수점 아키텍처
- EBCDIC 문자 집합
- 9트랙 자기 테이프

## 참조
1. ↑  IBM System/360 Dates and Characteristics
2. ↑  “System 360/30 announcement”. IBM.
3. ↑  “System 360 Model 91”. IBM.
4. 1 2  "System/360 Announcement" (press release), IBM Data Processing Division, April 7, 1964, webpage: IBM-PR360: states cycle time from "...millionth-of-a-second to only 200 billionths-of-a-second," and "...memory capacity ranges from 8,000 characters of information to more than 8,000,000."
5. ↑  NTIS (1979). 《I/O Channel Interface》. National Technical Information Service. FIPSPUB60.